# Sacra Família do Tinguá
Sacra Família do Tinguá é o segundo distrito do município de Engenheiro Paulo de Frontin, no estado do Rio de Janeiro, Brasil.
Recoberto em boa porte pela Mata Atlântica nativa (o município é conhecido por ter aproximadamente 56% de seu território coberto pela floresta), abriga ainda diversas fazendas da época do ciclo do café.

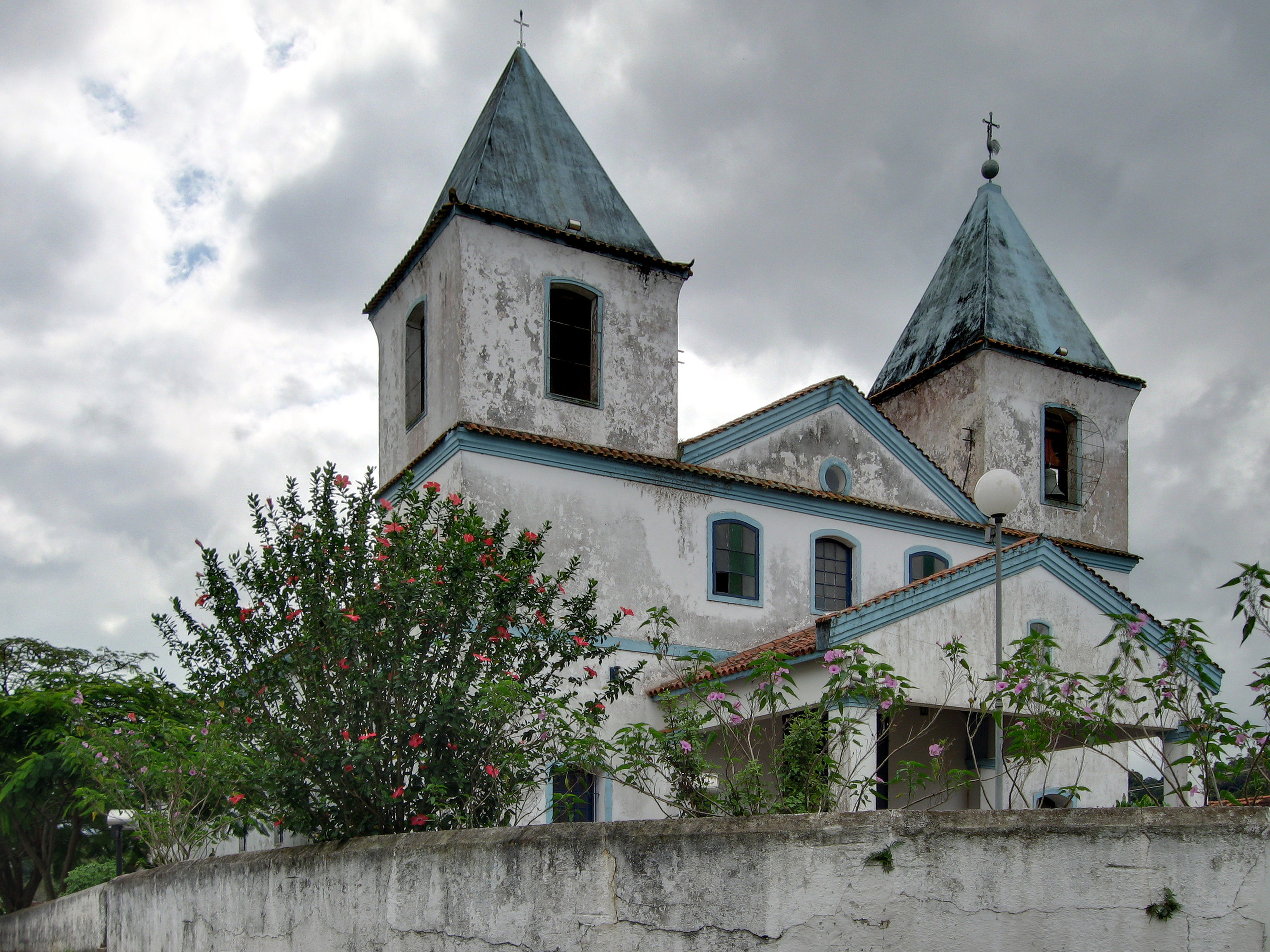
Igreja de Nossa Senhora da Conceição - Engenheiro Paulo de Frontin RJ

O povoado de Sacra Família do Tinguá foi elevado a freguesia em 1750. À época, englobava terras que hoje são os municípios de Vassouras, Mendes, Engenheiro Paulo de Frontin, Miguel Pereira e Paty do Alferes. 
Com a ascensão dos barões do café, Vassouras passou a ter importância estratégica, culminando por se tornar, no fim do século XIX, sede administrativa da região englobando Sacra Família, Morro Azul e Rodeio (hoje Engenheiro  Paulo de Frontin). 
Em 1963, criou-se o município de Engenheiro Paulo de Frontin, constituído da sede e do distrito de Sacra Família do Tinguá e Morro Azul. 
Por fazer parte da região turística do Vale do Café, o distrito de Sacra Família do Tinguá costuma atrair muitos ciclistas que percorrem trilhas e estradas vicinais da região, afim de conhecer suas belezas naturais. Dentre essas estradas, está o antigo leito ferroviário do extinto Ramal de Jacutinga da Estrada de Ferro Central do Brasil, que atendeu a região entre os anos de 1914 e 1970 e do qual, se encontra uma réplica de sua antiga estação ferroviária.